# 9912 Donizetti
9912 Donizetti là một tiểu hành tinh kiểu S thuộc vành đai chính. Nó quay quanh Mặt Trời mỗi 4.11 năm.
Được phát hiện ngày 16 tháng 10 năm 1977 bởi Cornelis Johannes van Houten và Ingrid van Houten-Groeneveld ở Đài thiên văn Palomar, tên chỉ định của nó là "2078 T-3". Nó sau đó được đổi tên là "Donizetti".